# ديجيتال أوشن
DigitalOcean, Inc. هي شركة  أمريكي متخصصة بكراء Cloud computing سحابة  يقع مقرها الرئيسي في مدينة نيويورك مع مراكز البيانات في جميع أنحاء العالم. DigitalOcean يوفر للمطورين الخدمات السحابية Cloud computing التي تساعد على نشر وتوسيع نطاق التطبيقات التي تعمل في نفس الوقت على أجهزة كمبيوتر متعددة. اعتبارا من كانون الأول / ديسمبر 2015 ، DigitalOcean ثاني أكبر استضافة شركة في العالم من حيث الويب التي تواجه أجهزة الكمبيوتر.

## التاريخ
في عام 2003 بن Moisey Uretsky الذي كان قد أسس ServerStack ، المدارة استضافة الأعمال التجارية،  يريد خلق منتج جديد يجمع بين استضافة المواقع. في عام 2011 Uretskys تأسست DigitalOcean ، وهي الشركة التي من شأنها أن توفر الخادم توفير سحابة استضافة Cloud computing لمطوري البرمجيات.

### التمويل
اعتبارا من كانون الأول / ديسمبر 2015 ، DigitalOcean رفعت دولار أمريكي 123.21 مليون دولار في التمويل. الشركة تمويل البذور بقيادة IA المشاريع ورفع بقيمة 3.2 مليون دولار في تموز / يوليو 2013. لها سلسلة جولة من التمويل في آذار / مارس 2014 بقيادة الرأسمالي شركة آندرسن هورويتز، رفعت لنا 37.2 مليون دولار. في كانون الأول / ديسمبر 2014 ، DigitalOcean أثار 50 مليون دولار أمريكي في تمويل الدين من القلعة مجموعة الاستثمار في شكل خمس سنوات القرض. في تموز / يوليه 2015 ، رفعت الشركة 83 مليون دولار أمريكي في سلسلة B جولة من التمويل بقيادة الوصول الصناعات بمشاركة آندرسن هورويتز.

### حجب
DigitalOcean تم حظره في إيران، نتيجة محاولة قطع طريق استخدام المصابيح.

## DigitalOcean المجتمع
DigitalOcean حاليا موارد المجتمع الذي يوفر للمطور  دروس على المصدر المفتوح ومسؤول النظام المواضيع. اعتبارا من أغسطس 2014 ، الموارد المجتمعية يتلقى مليوني زائر شهريا ولديها أكثر من 1000 فحصها الدروس.
في شراكة مع الشريط (Stripe) ، DigitalOcean برعاية Libscore لتوفير مجتمع المطورين مع فتح الوصول إلى تحليلات على أدوات تطوير الويب.

## وصلات خارجية
- الموقع الرسمي